# Révolte à Dublin
Pour plus de détails, voir Fiche technique et Distribution.
Révolte à Dublin (The Plough and the Stars) est un film américain en noir et blanc réalisé par John Ford, sorti en 1936.

## Synopsis
Irlande 1916, les débuts de l'Insurrection de Pâques...
À Dublin, des temps troublés s'annoncent. Alors qu'elle ne se sent pas concernée par l'insurrection irlandaise qui vient, Nora Clitheroe, une jeune épouse amoureuse, apprend que son mari, Jack, a été nommé commandant de l'armée clandestine irlandaise. Habitée par la crainte pour la vie de l'homme qu'elle aime, elle vit dans la peur, particulièrement quand Jack, à la tête des insurgés, occupe la poste centrale de Dublin. Les forces britanniques loyalistes mettent rapidement en déroute les combattants irlandais. Poursuivi sur les toits, Jack parvient à rejoindre Nora, il évitera miraculeusement le poteau d'exécution ce qui ne sera pas le cas de son général. Malgré la défaite, la lutte pour l'indépendance va se poursuivre.

## Fiche technique
- Titre : Révolte à Dublin
- Titre original : The Plough and the Stars
- Réalisation : John Ford
- Scénario : Dudley Nichols d'après la pièce de Seán O'Casey La Charrue et les Étoiles (The Plough and the Stars)
- Photographie : Joseph H. August
- Direction artistique : Van Nest Polglase et Carroll Clark
- Ensemblier : Darrell Silvera
- Musique : Roy Webb
- Montage : George Hively
- Costumes : Walter Plunkett
- Production : Samuel J. Briskin (it) et Cliff Reid
- Société de production : RKO Pictures
- Pays d'origine : États-Unis
- Langue : anglais
- Format : noir et blanc - 35 mm - 1,37:1 - Système sonore RCA Victor
- Genre : Drame, guerre
- Durée : 67 min
- Dates de sortie : 
  -  États-Unis : 26 décembre 1936
  -  France : 5 mars 1937

## Distribution
- Barbara Stanwyck : Nora Clitheroe
- Preston Foster : Jack Clitheroe
- Barry Fitzgerald : 'Fluther Good'
- Denis O'Dea : le jeune Covey
- Eileen Crowe : Bessie Burgess
- F.J. McCormick : capitaine Brennan
- Una O'Connor : Maggie Gogan
- Arthur Shields : 'Padraic Pearse'
- Moroni Olsen : général Connally
- J. M. Kerrigan : Peter Flynn
- Bonita Granville : Mollser Gogan
- Erin O'Brien-Moore : Rosie Redmond
- Neil Fitzgerald : lieutenant Langon
- Robert Homans : Timmy, le barman
- Brandon Hurst : sergent Tinley
- Cyril McLaglen : caporal Stoddard
- Wesley Barry : un tireur
- D'Arcy Corrigan : le prêtre
- Mary Gordon, Doris Lloyd : deux femmes sur les barricades
- Lionel Pape : un anglais
- Steve Pendleton : rôle indéterminé

## Autour du film
- Tournage du 8 juillet au 20 août 1936
- Coût de production : 482 732 dollars
- Recettes 316 000 dollars.
- La RKO souhaitait reproduire le succès du Mouchard.
- Contrairement au film, la pièce de Seán O'Casey est peu favorable à la lutte armée.
- Ford aurait aimé Spencer Tracy dans le rôle de Jack.
- Ford a déclaré que la RKO a souhaité que Nora et Jack ne soient pas mariés et a fait retourner des scènes dans ce sens en son absence. Ford a menacé de retirer son nom au générique.